# Breche
Eine Brechmaschine (auch Breche oder Brechel, in Westfalen als Racke bekannt, in der Schweiz als Rätsche) ist ein landwirtschaftliches Gerät, um die Faser von den getrockneten und verrotteten Pflanzenstängeln durch brechen zu trennen.
Es wird auf dem Wappen von Brackel dargestellt. 

## Funktionsweise
Hierbei wird der holzige Teil des Stängels in kleine Stücke zerbrochen. In einem späteren Arbeitsschritt, dem Schwingen, werden diese kleinen Bruchteile von der außen liegenden Rinde mit der darin enthaltenen Faser abgetrennt. Dabei entstehen die sogenannten Schäben (verholzter Innenteil des Stängels) als Nebenprodukt. Zu den üblicherweise derartig verarbeiteten Pflanzen gehören Flachs und Hanf. Zu damaliger Zeit waren die Schäben Abfall, heutzutage ein wertvoller Rohstoff.
Bereits um 1880 wurden zum Flachsbrechen Brech- oder Knickmaschinen eingesetzt, bei denen der Stängel zwischen verschieden tief und stark gekerbten hölzernen oder eisernen Walzen hindurchgeschoben wurden.

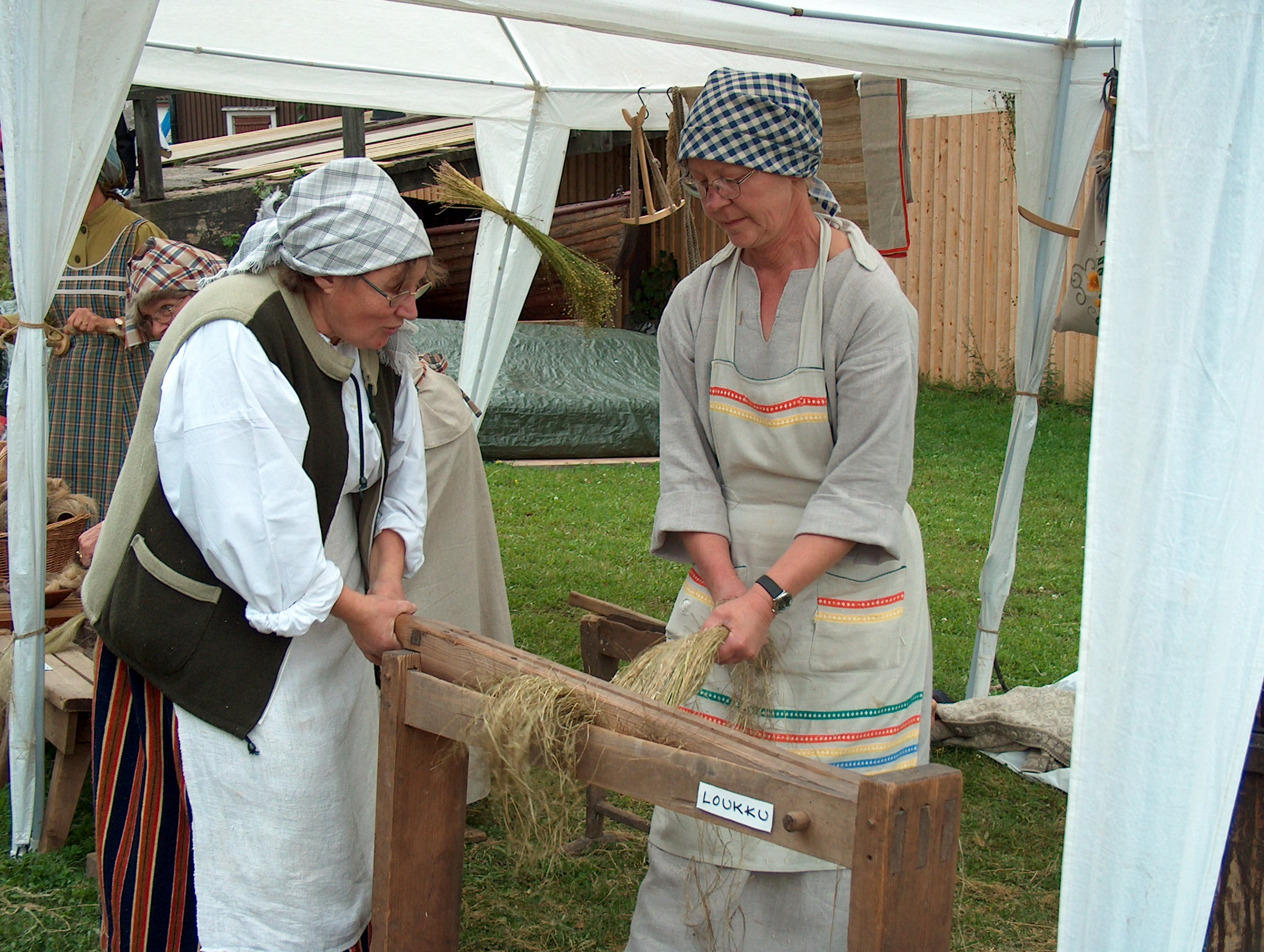
Hand-Flachsbreche
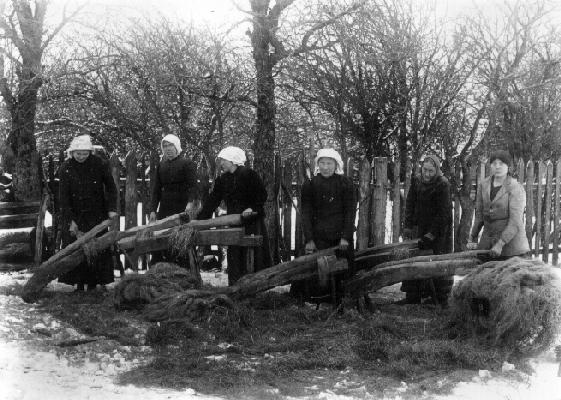
Frauen an Handbrechen zu Beginn des 20. Jahrhunderts
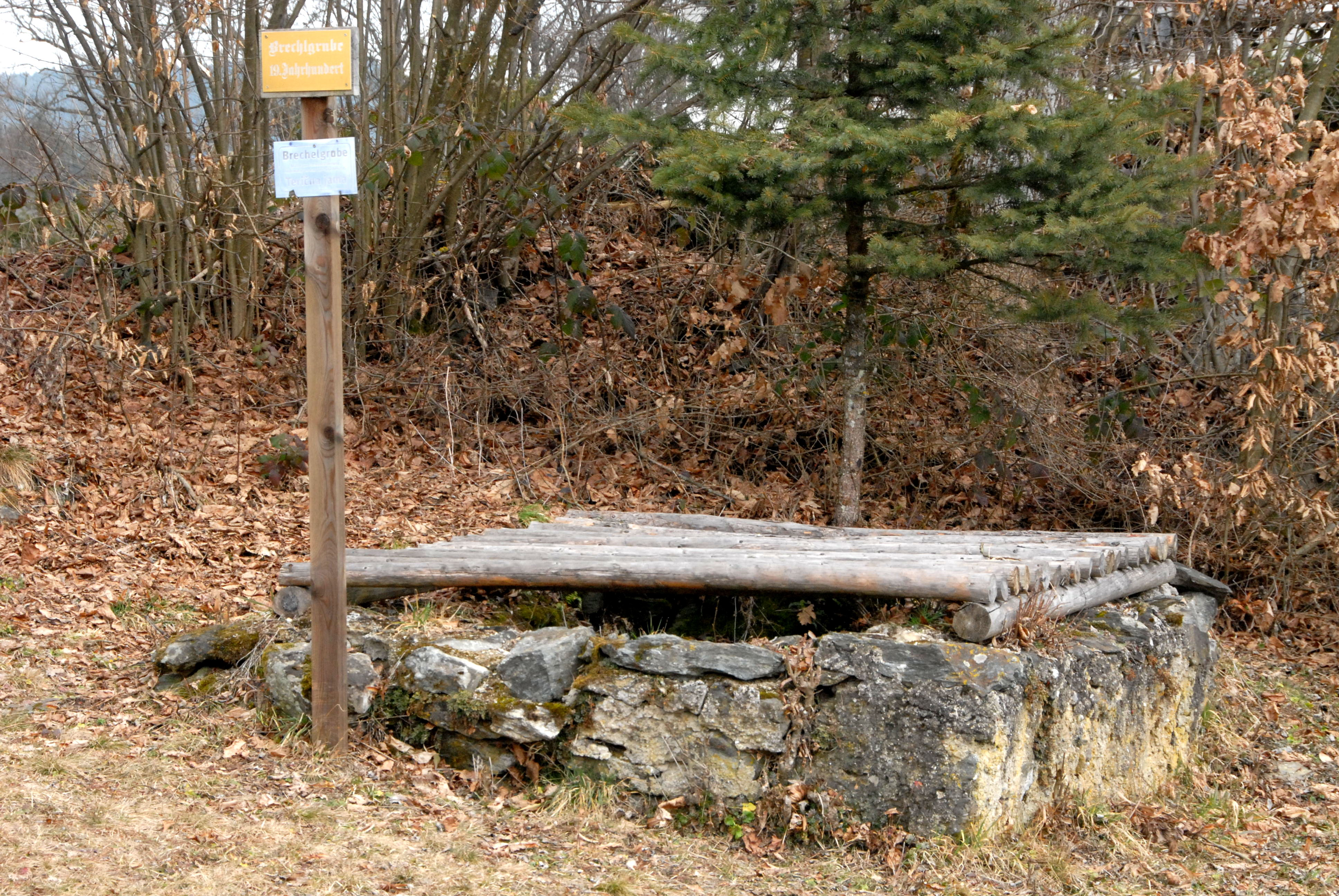
Brechelgrube zur Lein-Bearbeitung
- Vorgänge der Flachsbearbeitung